# Sótero del Río
Sótero del Río Gundián (Cauquenes, 29 de marzo de 1900-Houston, 10 de mayo de 1969) fue un médico cirujano, académico, investigador, empresario, dirigente gremial y político chileno. Se desempeñó como ministro de Estado durante los gobiernos de los presidentes radicales Juan Esteban Montero, Juan Antonio Ríos, Gabriel González Videla y del independiente Jorge Alessandri.

## Biografía

### Familia y estudios
Nació en la comuna chilena de Cauquenes el 29 de marzo de 1900, siendo el tercero de los cuatro hijos del matrimonio conformado por Rafael del Río del Pozo y Avelina Gundián del Río. Realizó sus estudios primarios y secundarios en el Liceo de Hombres de Cauquenes (actual Liceo Antonio Varas), para luego cursar los superiores en la carrera de medicina en la Universidad de Chile, corporación de la que se tituló como médico cirujano en 1922, con la tesis titulada Diatermia. Trabajó en el Hospital del Salvador de Santiago, mismo lugar donde había hecho su internado. En 1924 viajó a Europa a estudiar, estando puntualmente en Francia, Austria y Alemania.
De vuelta en su país, enfermó de tuberculosis pulmonar, por lo que se internó en un sanatorio en Suiza, en 1927, donde fue enfermo pero también médico. Regresó por segunda vez a Chile para trabajar en el Hospital San José de la capital, especializándose en tisiología.
Contrajo matrimonio con Louise Schäffer, con quien tuvo una hija. 
Durante la presidencia de Jorge Alessandri, este era soltero, por lo que Schäffer asumió las labores propias equivalentes a la primera dama desde 1959 hasta 1964, mientras su cónyuge era ministro del Interior.

### Carrera profesional
Se dedicó a ejercer su profesión como médico del sanatorio El Peral y del Hospital Barros Luco Trudeau de Santiago.
Por otro lado, actuó como profesor de medicina social en la Universidad de Chile. Fue miembro de la Sociedad Médica de Chile, de la cual ejerció como director, y de la Sociedad de Asistencia Social de Chile y Sociedad de Tisiología de Chile, presidiendo ambas. Asimismo, fue miembro del Colegio Médico de Chile, entidad gremial de la que fue consejero provincial de Valparaíso y presidente a partir de 1957.
Entre 1934 y 1936, período correspondiente al segundo gobierno el presidente Arturo Alessandri, fungió como director general de Beneficencia y Asistencia Social, sucediendo al médico Alejandro del Río, con quien, pese al apellido, no tenía ningún nexo familiar.
Entre otras cosas, se hizo miembro de la masonería, iniciándose en la Logia "Justicia y Libertad" n° 5, de Santiago, el 23 de octubre de 1923. Tras una larga trayectoria masónica, en la que desde 1996, se desempeñó como jefe del Departamento de Acción Masónica, el 2 de junio de 1968 fue elegido como gran maestro de la Gran Logia de Chile, sirviendo hasta 1969.
También se dedicó a la agricultura explotando la chacra "Alsacia", ubicada en el camino a Puente Alto. Fue socio de la Sociedad Nacional de Agricultura (SNA), de la Asociación de Avicultores y del Club de La Unión.

### Carrera política

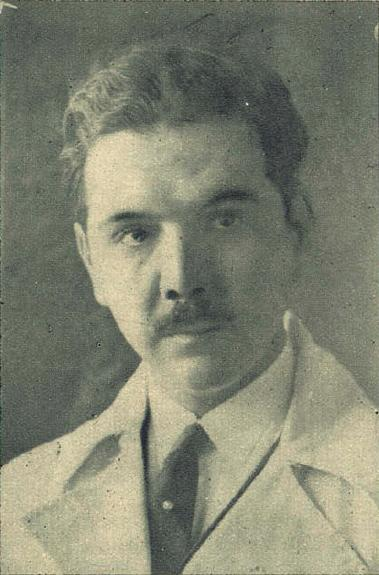
Sótero del Río como ministro de Bienestar Social en 1931.

Al asumir como vicepresidente de la República Pedro Opaso Letelier, el 26 de julio de 1931, este lo nombró como titular del Ministerio de Bienestar Social, función que mantuvo con la seguida vicepresidencia del radical Juan Esteban Montero, renunciando al puesto el 2 de septiembre de ese año, tras la acción militar denominada como «sublevación de la Escuadra».
Dos meses después, el 15 de noviembre, Juan Esteban Montero asumió nuevamente como vicepresidente, designándolo una vez más a la cabeza del Ministerio de Bienestar Social, y manteniéndose como tal el 4 de diciembre, al tomar Montero posesión como presidente de la República. En su gestión ministerial se encargó de habilitar albergues y ollas comunes, debido al grave estado financiero heredado de la primera administración del presidente Carlos Ibáñez del Campo. Con el derrocamiento de Montero por medio de un golpe de Estado, realizado el 4 de junio de 1932, fue destituido de sus funciones.
Posteriormente, en el gobierno del también radical presidente Juan Antonio Ríos, el 7 de junio de 1943, retornó por tercera vez la titularidad de cartera de salud, ahora denominada como «Ministerio de Salubridad, Previsión y Asistencia Social», ejerciendo la labor hasta el 3 de febrero de 1946. Durante su administración se crearon la Sociedad Constructora de Establecimientos Hospitalarios (de la que sería su presidente) y la Dirección General de Protección a la Infancia y Adolescencia, así como también, se construyó el Hospital Félix Bulnes. En diciembre de 1948, se produjo un incendio en la Escuela de Medicina de la Universidad de Chile, y por medio de la Sociedad Constructora de Establecimientos Hospitalarios, que presidía, se efectuaron actividades para finalizar la construcción del Hospital Universidad José Joaquín Aguirre.
En las postrimerías del gobierno del presidente Gabriel González Videla, también radical, el 29 de julio de 1952, fue nombrado por segunda vez como ministro de Salubridad, Previsión y Asistencia Social, desempeñando el cargo hasta el final de la administración el 3 de noviembre de ese año.
Siete años más tarde, bajo la presidencia de Jorge Alessandri, el 19 de enero de 1959, fue nombrado como titular del Ministerio del Interior tras la renuncia de Enrique Ortúzar a dicho cargo, instancia en la que le correspondió enfrentar el devastador terremoto de Valdivia de 1960 en la zona centro-sur del país. Por otra parte, en el ejercicio del ministerio fue subrogado en varias ocasiones; entre el 28 de abril y el 18 de mayo de 1960, por el ministro de Relaciones Exteriores, Enrique Ortúzar; y entre los días 6 y 10 de noviembre del mismo año, de nuevo por Ortúzar, entonces ministro de Justicia.
Mediante el decreto con fuerza de ley n° 25, del 14 de octubre de 1959, publicado en el Diario Oficial el día 29 del mismo mes, fue creado el Ministerio del Trabajo y Previsión Social, y separadamente, el de Salud Pública; asumiendo al mando de esta última repartición del sector sanitario, hasta el 26 de agosto de 1961. Simultáneamente, entre el 30 de junio y el 7 de julio de ese año, reemplazó en calidad de subrogante, al ministro de Relaciones Exteriores interino, Enrique Ortúzar Escobar; entre los días 13 y 18 de mayo de 1963, al ministro titular, Carlos Martínez Sotomayor; y entre el 29 de febrero y el 8 de marzo de 1964, al también titular, Julio Philippi Izquierdo. Además, el 14 y el 26 de septiembre de 1963, volvió a ejercer al mando de la cartera de Salud Pública, reemplazando en calidad de interino a Benjamín Cid Quiroz.
De forma paralela, entre el 7 y 24 de diciembre de 1962, tuvo que concernir como vicepresidente de la República, con motivo de un viaje de Alessandri a Estados Unidos y México, por consiguiente ocupó su puesto en la cartera de Interior el subrogante de Economía, Fomento y Reconstrucción y subrogante de Relaciones Exteriores, Luis Escobar Cerda. Dejó finalmente su ministerio con el final del gobierno, el 3 de noviembre de 1964.
Pese a esta cercanía con el mundo político, nunca militó en ningún partido, siendo cercano al Radical. Sus últimos días los pasó en Houston, Texas, Estados Unidos, tratándose una enfermedad que no pudo superar, falleciendo el 10 de mayo de 1969, a los 69 años. Los restos de Sótero del Río arribaron a Chile el 14 de mayo y el gobierno chileno declaró duelo oficial para el día siguiente, fecha en que se realizaron sus funerales.